# Оксфордський університет
О́ксфордський університе́т  — найстаріший англомовний університет у світі, а також перший університет у Великій Британії. Заснований[ким?] у 1096 році, розташований у місті Оксфорд, графство Оксфордшир.
Університет складається з факультетів і 39 коледжів, а також 5 так званих гуртожитків — закритих навчальних закладів, які не мають статусу коледжу і належать, як правило, релігійним орденам. Всі іспити, як і більшість лекцій і лабораторних занять організовані централізовано, в той час як коледжі проводять індивідуальні заняття із студентами і семінари.

## Прийом до університету— бакалавра
У жовтні-листопаді перед початком навчання, абітурієнти подають заяви в коледжі, які після розгляду оцінок і рекомендаційних листів проводять співбесіди — і, в деяких випадках, письмові тести. (Шкільні іспити у Великій Британії стандартизовані та проводяться не вищими школами, а центральними екзаменаційними комісіями (англ. examination boards), акредитованими державою). Оскільки місця в університет пропонуються до того, як більшість абітурієнтів закінчить шкільні екзамени, студенти, як правило, приймаються під тією умовою, що їхні оцінки до початку навчального року будуть не менші домовленого бала (англ. conditional offer).
Не допускається подача заяв, в один і той же рік, одночасно в Оксфордський і Кембріджський університети.

## Прийом до магістратури та аспірантури
Для вступу до магістратури чи аспірантури кандидати подають заяви на відповідний факультет.

## Історія
З X ст. в Салерно, Павії, Болоньї, Парижі існували університети. Там вивчали астрономію, право, латинську мову, філософію, медицину, математику. В Англії справи були дещо гірші: навіть серед духовенства було немало неграмотних. У 1096 р. був створений університет, що мав за мету дати священнослужителям повнішу освіту. Вибір впав на Оксфорд, одне з найбільших міст королівства. Але тільки за правління Генріха II Оксфорд став справжнім університетським містом. Якщо з часом через Оксфорд майже в обов'язковому порядку проходили члени вищого світу, то в середні віки до цього було ще далеко. Там навчались тільки священнослужителі, вони знімали кімнати у місцевих жителів і часто були бідними[джерело?].
У 1209 році через сутичку між студентами та міським населенням із Оксфорда втекла група студентів і професорів, які незабаром заснували Кембриджський університет.

## Коледжі Оксфорда
- Коледж всіх душ
- Коледж Бейлліол
- Брейсноуз коледж
- Крайст Черч
- Коледж Тіла Христового
- Ексетер коледж
- Коледж Грін Темплтон
- Гаріс Манчестер коледж
- Гертфорд коледж
- Коледж Ісуса
- Кібл коледж
- Келог коледж
- Коледж Леді Маргарет
- Лінакр коледж
- Лінкольн коледж
- Коледж Магдалени[en]
- Менсфілд коледж
- Мертон коледж[en]
- Нью коледж
- Ніфілд коледж[en]
- Оріел коледж[en]
- Пембрук-коледж
- Квін коледж
- Рувим Коледж[en]
- Коледж святої Ганни[en]
- Коледж святого Антонія[en]
- Коледж святої Катерини[en]
- Коледж святого Хреста[en]
- Коледж святого Едмунда
- Коледж святої Хільди[en]
- Коледж святого Х'ю[en]
- Коледж святого Івана
- Коледж святого Петра
- Сомервіль коледж
- Триніті-коледж
- Університетський коледж
- Уедхем коледж[en]
- Вольфсон коледж
- Вустер коледж

## Відомі випускники
Джон Рональд Руел Толкін - письменник та філолог
- Томас Гоббс — філософ
- Джонатан Свіфт — письменник
- Джон Лок — філософ
- Оскар Вайльд — поет, прозаїк, драматург, есеїст, естет
- Джон Роналд Руел Толкін — лінгвіст, письменник
- Олдос Гакслі — письменник
- Стівен Гокінг — фізик
- Тім Бернерс-Лі — винахідник Світової павутини
- Едуард VII — король Великої Британії у 1902-1910
- Едуард VIII — король Великої Британії в 1936
- Тоні Блер — прем'єр-міністр Великої Британії у 1997-2007
- Гарольд Вільсон — прем'єр-міністр Великої Британії у 1964-1976
- Вільям Юарт Гладстон — прем'єр-міністр Великої Британії у 1868-1894
- Девід Камерон — прем'єр-міністр Великої Британії з 11 травня 2010 р., лідер Консервативної партії з 2005
- Генрі Пелем — 3-й прем'єр-міністр Великої Британії у 1743-1754
- Вільям Пітт (старший) — 10-й прем'єр-міністр Великої Британії у 1766-1768
- Маргарет Тетчер — прем'єр-міністерка Великої Британії у 1979-1990
- Едвард Гіт — прем'єр-міністр Великої Британії у 1970-1974
- Майкл Кітінг — політолог, що спеціалізується на дослідженні націоналізму, європейської та регіональної політики, професор шотландської політики в Абердинському університеті
- Oxxxymiron — реп- і грайм-виконавець
- Надія Дюк — науковиця, одна з перших захистила ступінь з проблем україністики
- Сара Рафферті — відома американська актриса
- Крістофер Добсон — відомий британський хімік
- Лоуренс Девід Фрідман — британський історик.
- Романова Марія Володимирівна — голова Російського імператорського дому (2009 рік).
- Роберт Конквест — британський письменник і історик, дослідник історії Радянського Союзу, зокрема сталінських репресій і Голодомору.